# Atikamekw (llengua)
L'atikamekw, l'endònim del qual és atikamekw nehiromowin, que vol dir literalment l'«idioma dels natius atikamekw», és un idioma algonquià cree. És la llengua que parlen els atikamekw, un poble del sud-oest del Quebec. Es parlat per la gran majoria dels atikamekw i, per tant, es troba entre una de les llengües indígenes amb menys perill d'extinció segons alguns estudis. L'atikamekw te molts manlleus de l'anishinaabe.

## Classificació
L'atikamekw és una llengua que pertany al continu lingüístic cree-montagnais-naskapi, i que forma part de la branca central de les llengües algonquines de la família de llengües algiques. A vegades se'l classifica com un dialecte de cree.

## Fonètica
Les consonants de l'atikamekw es troben llistades a continuació, juntament amb l'ortografia estàndard i els equivalents de l'AFI entre claudàtors:
|            | Bilabial | Alveolar | Post- alveolar | Velar | Glotal |
| ---------- | -------- | -------- | -------------- | ----- | ------ |
| Nasal      | m /m/    | n /n/    |                |       |        |
| Oclusiva   | p /p/    | t /t/    | tc /tʃ/        | k /k/ |        |
| Fricativa  |          | s /s/    | c /ʃ/          |       | h /h/  |
| Bategant   |          | r /r/    |                |       |        |
| Aproximant |          |          |                | w /w/ |        |

### Vocals
Les vocals de l'atikamekw es troben a continuació:
|         | Vocal anterior | Vocal anterior | Vocal posterior | Vocal posterior |
| llarga  | curta          | llarga         | curta           |                 |
| ------- | -------------- | -------------- | --------------- | --------------- |
| Tancada | î /iː/         | i /i/          |                 |                 |
| Mitjana | ê /eː/         |                | ô /oː/          | o /o/           |
| Oberta  |                |                | â /aː/          | a /a/           |

- La longitud de la vocal (que es mostra a sobre amb un accent circumflex) normalment no està indicada en l'idioma escrit.